# Contea di Franklin (Alabama)
La contea di Franklin, in inglese Franklin County, è una contea dello Stato dell'Alabama, negli Stati Uniti. La popolazione al censimento del 2000 era di 31.223 abitanti.
Si tratta di una dry county, ad eccezione della città di Russellville, il capoluogo di contea.

## Geografia fisica
La contea si trova nella parte occidentale dell'Alabama al confine con il Mississippi. Lo United States Census Bureau certifica che l'estensione della contea è di 1.674 km², di cui 1.646 km² composti da terra e i rimanenti 28 km² composti di acqua.
Nella contea si trova parte della foresta nazionale William B. Bankhead.

### Laghi, fiumi e parchi
La contea comprende i seguenti laghi, fiumi e parchi:
| Laghi | Fiumi | Parchi                                                                           | Parchi |
| --- | --- | -------------------------------------------------------------------------------- | ------ |
| - Number Six Lake - Cagle Wash Hole - Vinson Lake - Parrish Pond - Frazier Lake - Rockwood Lake - Sloss Lake - Bear Creek Reservoir | - Smith Creek - Hughes Branch - Hulsey Branch - Hurricane Branch - Payne Creek - Rock Creek - Hurricane Creek - Piney Creek - Chisholm Creek | - Rock Bridge Canyon Park - Dismals Wonder Gardens - Piney Point Recreation Area |        |

### Contee confinanti
- Contea di Colbert - nord
- Contea di Lawrence - est
- Contea di Winston - sud-est
- Contea di Marion - sud
- Contea di Itawamba (Mississippi) - sud-ovest
- Contea di Tishomingo (Mississippi) - nord-ovest

## Storia
La contea di Franklin fy creata il 6 febbraio 1818, prima che l'Alabama diventasse uno Stato. Il nome le è stato dato in onore di Benjamin Franklin e inizialmente conteneva parte della contea di Colbert. I territori appartenevano ai popoli nativi Chickasaw, Cherokee e Creek.
Il 27 aprile 2011, una tempesta di enorme portata, che provocò numerosi e potenti tornado, colpì il sud-est degli Stati Uniti. In Alabama morirono più di 250 persone, tra cui 26 nelle comunità di East Franklin (3) e Phil Campbell (23), nella contea di Franklin.

## Principali strade ed autostrade
- U.S. Highway 43
- State Route 5
- State Route 13
- State Route 17
- State Route 19
- State Route 24

## Società

### Evoluzione demografica
Abitanti censiti (migliaia)

## Comuni[9]
- Belgreen - CDP
- Hodges - town
- Phil Campbell - town
- Red Bay - city
- Russellville (capoluogo) - city
- Spruce Pine - CDP
- Vina - town